# Strømmen-Dodge

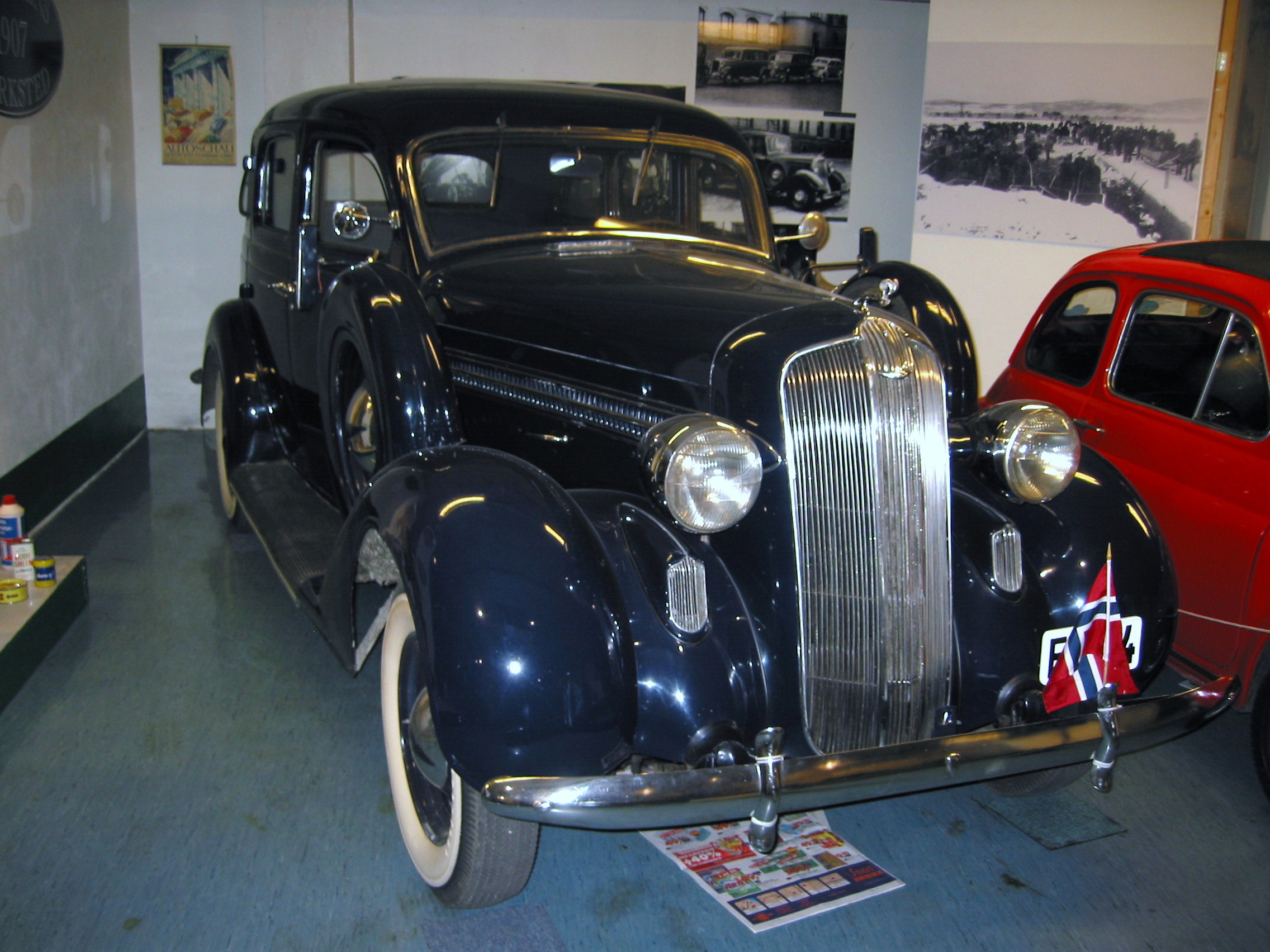
Strømmen-Dodge von 1936

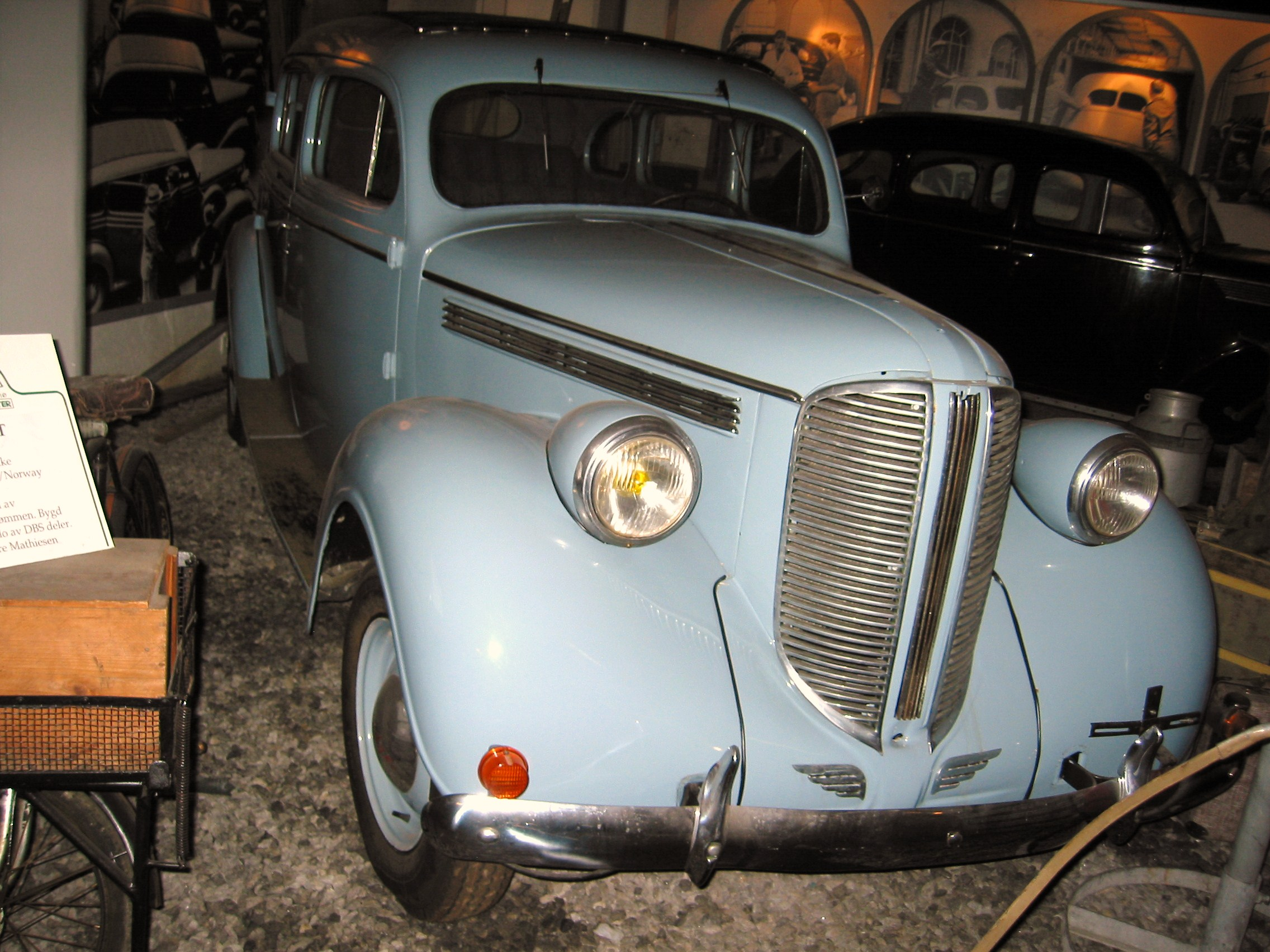
Strømmen-Dodge von 1938

Strømmen-Dodge war eine norwegische Automarke.

## Unternehmensgeschichte
Das Unternehmen AS Strømmen Værksted aus Strømmen begann 1933 mit der Produktion von Automobilen. 1940 wurde die Produktion eingestellt. Es wurden pro Jahr zwischen 800 und 1000 Fahrzeuge hergestellt.

## Fahrzeuge
Die Strømmen-Dodge-Modelle entstanden nach einer Lizenz von Dodge. Die Fahrzeuge waren mit Sechszylindermotoren mit 3300 cm³ bis 3600 cm³ Hubraum ausgestattet. Die Fahrzeuge wurden überwiegend als Limousine angeboten.
Ein Fahrzeug dieser Marke ist im Norsk Kjøretøyhistorisk Museum in Lillehammer zu besichtigen.